# Премія НСКУ за найкращий неігровий фільм
Премії Національної спілки кінематографістів України за найкращий неігровий фільм — одна з номінацій щорічної кінематографічної премії, яку присуджує Національна спілка кінематографістів України з 2014 року за найкращий неігровий фільм українського виробництва за підсумками року, що минув.

## Список лауреатів та номінантів
Лауреати виділені окремим кольором.

| Рік                                                                  | Фільм                                           | Режисер(и) |
| -------------------------------------------------------------------- | ----------------------------------------------- | ---------- |
| 2013                                                                 |                                                 |            |
| «Лариса Кадочникова. Автопортрет»                                    | Лариса Кадочникова, Дмитро Томашпольський       |            |
| «Пам'ятник, який створив Лук'ян»                                     | А. Рожен                                        |            |
| «Позитив»                                                            | П. Кельм                                        |            |
| «Табір»                                                              | О. Балагура                                     |            |
|                                                                      |                                                 |            |
| 2014                                                                 |                                                 |            |
| «Сильніше ніж зброя»                                                 | Творче об'єднання «Вавилон'13»                  |            |
|                                                                      |                                                 |            |
| 2015                                                                 |                                                 |            |
| «Хуізмістерпутін?»                                                   | Валерій Балаян                                  |            |
| «Добровольці Божої чоти»*                                            | Леонід Кантер, Іван Ясній                       |            |
| «Милі мої українці»                                                  | Олександр Жовна                                 |            |
| «Українська революція за спогадами Всеволода Петріва» (1 та 2 серії) | Іван Канівець                                   |            |
|                                                                      |                                                 |            |
| 2016                                                                 |                                                 |            |
| «Десять секунд»                                                      | Юлія Гонтарук                                   |            |
| «Загальний зшиток»                                                   | Юля Лазаревська                                 |            |
| «Контури»                                                            | Олег Чорний, Валерій Балаян, Олексій Радинський |            |
| «У відриві»                                                          | Сергій Волков                                   |            |

* Фільм також відзначений Дипломом Секретаріату Правління НСКУ «За громадянську та мистецьку мужність у фіксуванні та осмисленні подій російсько-української війни».